# Maciej Przybyło

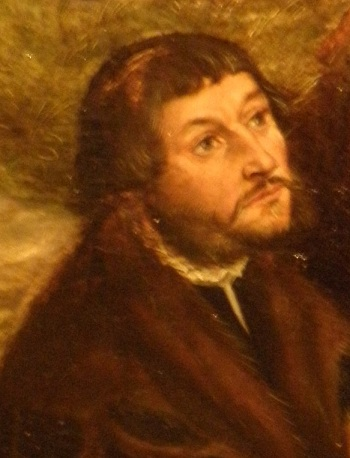
Wizerunek z epitafium

Maciej Przybyło, łac. Mathias (Nicolai) Auctus (ur. przed 1490 w Krakowie, zm. 16 maja 1543 we Wrocławiu) – humanista i fizyk miejski Wrocławia.
Studiował od roku 1503 w Krakowie, w roku 1510 uzyskał tytuł Magister artium. W roku 1531 lub 1532 przybył do Wrocławia. Utrzymywał znajomość z pastorem ewangelickim Janem Łaskim (młodszym), poetą i historykiem Nicolausem Olahusem oraz reformatorem religijnym Filipem Melanchtonem. Przyczynił się do upowszechnienia protestantyzmu we Wrocławiu.
16 października 1531 otrzymał wraz z bratem Grzegorzem list herbowy podnoszący ich do stanu szlacheckiego wraz z pozwoleniem na dodanie von Nieskorow do nazwiska.
W roku 1542 napisał pierwsze zarządzenie na czas epidemii dżumy we Wrocławiu.
Został pochowany w Katedrze św. Marii Magdaleny we Wrocławiu, gdzie zachowała się jego płyta nagrobna.

## Dzieło
- Ein kurtzer Vnnterricht, wie sich die Armen vnd Einfeltigen zur Zeit der Pestilentz, vor diser Grausammen Kranckheit, bewaren vnd beschutzen sollen (Krótka nauka, jak biedni i prostaczkowie w czasie zarazy powinni się chronić przed tą okrutną chorobą), 1542